# Theodor Benfey
Theodor Benfey, né le 28 janvier 1809 à Nörten-Hardenberg et mort le 26 juin 1881 à Göttingen, est un philologue allemand.

## Publications (sélection)
- Griechisches Wurzellexikon (Berlin, 1839-42)
- Über das Verhältnis der ägyptischen Sprache zum semitischen Sprachstamm (Leipzig, 1844)
- Die persischen Keilinschriften mit Übersetzung und Glossar (Leipzig, 1847)
- Die Hymnen des Sâma Veda (Leipzig, 1848)
- Handbuch der Sanskritsprache (Leipzig, 1852-54)
- Pantschatantra. Fünf Bücher indischer Fabeln, Märchen und Erzählungen (Leipzig, 1859)
- Geschichte der Sprachwissenschaft und orientalischen Philologie vorzugsweise in Deutschland seit dem Anfange des XIX. Jahrhunderts mit einem Rückblick auf die früheren Zeiten (Munich, 1869)